# Eilema plumbeolata
Eilema plumbeolata là một loài bướm đêm thuộc phân họ Arctiinae, họ Erebidae.